# Stade tumoral
 (signalé en juillet 2025).
Si vous disposez d'ouvrages ou d'articles de référence ou si vous connaissez des sites web de qualité traitant du thème abordé ici, merci de compléter l'article en donnant les références utiles à sa vérifiabilité et en les liant à la section « Notes et références ».
- Archive Wikiwix
- Bing
- Cairn
- DuckDuckGo
- E. Universalis
- Gallica
- Google
- G. Books
- G. News
- G. Scholar
- Persée
- Qwant
- (zh) Baidu
- (ru) Yandex
- (wd) trouver des œuvres sur Wikidata

 (octobre 2023).
Le stade tumoral (ou stade d'extension tumorale) établit un score en fonction de l'extension d'une tumeur. C'est une de deux composantes de l'histopronostic avec le grade tumoral. 
Chaque tumeur a son propre système d'évaluation du stade d'extension. Par convention, le stade est noté en chiffres romains (à la différence du grade tumoral, noté en chiffres arabes.

## Système TNM de l'OMS
L'O.M.S. a tenté [Quand ?] d'harmoniser ces systèmes en proposant une classification internationale, dite Système TNM. La classification TNM tient compte de la taille de la tumeur primitive (T), de l'existence éventuelle de métastases ganglionnaires régionales (N) ou de métastases à distance (M). 
Elle peut être établie sur des données cliniques ou d'imagerie (TNM), ou sur les données de l'examen anatomopathologique postopératoire d'organes ayant fait l'objet d'une exérèse chirurgicale (pTNM; "p" signifiant pathology).
Depuis quelques années[Quand ?], les anatomo-pathologistes proposent des modèles standardisés de comptes-rendus pour les tumeurs les plus fréquentes. Ceci permet d’assurer une description exhaustive de la tumeur en incluant les critères diagnostiques (macroscopie, microscopie, immunophénotype) et pronostiques (grade histopronostique et stade pTNM).